# Первинна війкова дискінезія
Первинна війкова дискінезія (ПВД; синдром Картагенера) — рідкісний циліопатичний автосомно-рецесивний генетичний розлад, який характеризується дефектами функціонування війкового облямування дихальних шляхів (верхніх і нижніх, пазух, євстахієвих труб, середнього вуха), фаллопієвих труб і джгутиків сперматозоїдів.
Рухливі епітеліяльні війки, які зовнішньо нагадують мікроскопічні волосинки, є комплексними органелами, які здійснюють синхронні рухи в дихальних шляхах, переміщаючи слиз у напрямку до горла. У нормі, війки рухаються 7-22 рази на секунду, а будь-які порушення можуть стати причиною поганого слизововійкового очищення (мукоциліарного кліренсу) та подальшої інфекції нижніх дихильних шляхів. Війки також беруть участь в інших біологічних процесах (як-от утворенні оксиду азоту II), що є об'єктом десятків досліджень.

## Лікування
Не існує стандартизованих ефективних стратегій лікування хвороби. Нинішні підходи до лікування ПВД екстрапольовані з кістозного фіброзу та пацієнтів із бронхоектазами некістознофіброзного походження. В Японії емпірично призначається довгострокове лікування макролідами (зокрема кларитроміцином, еритроміцином та азитроміцином), що, втім, є дискусійним через їхні побічні ефекти.

## Історія
Класичне поєднання симптомів, характерне для первинної війкової дискінезії, у 1904 році першим описав київський лікар Альфонс Карлович Зіверт. Манес Картагенер здійснив детальніший опис цього розладу у 1933 році.